# Platería en el Virreinato del Perú

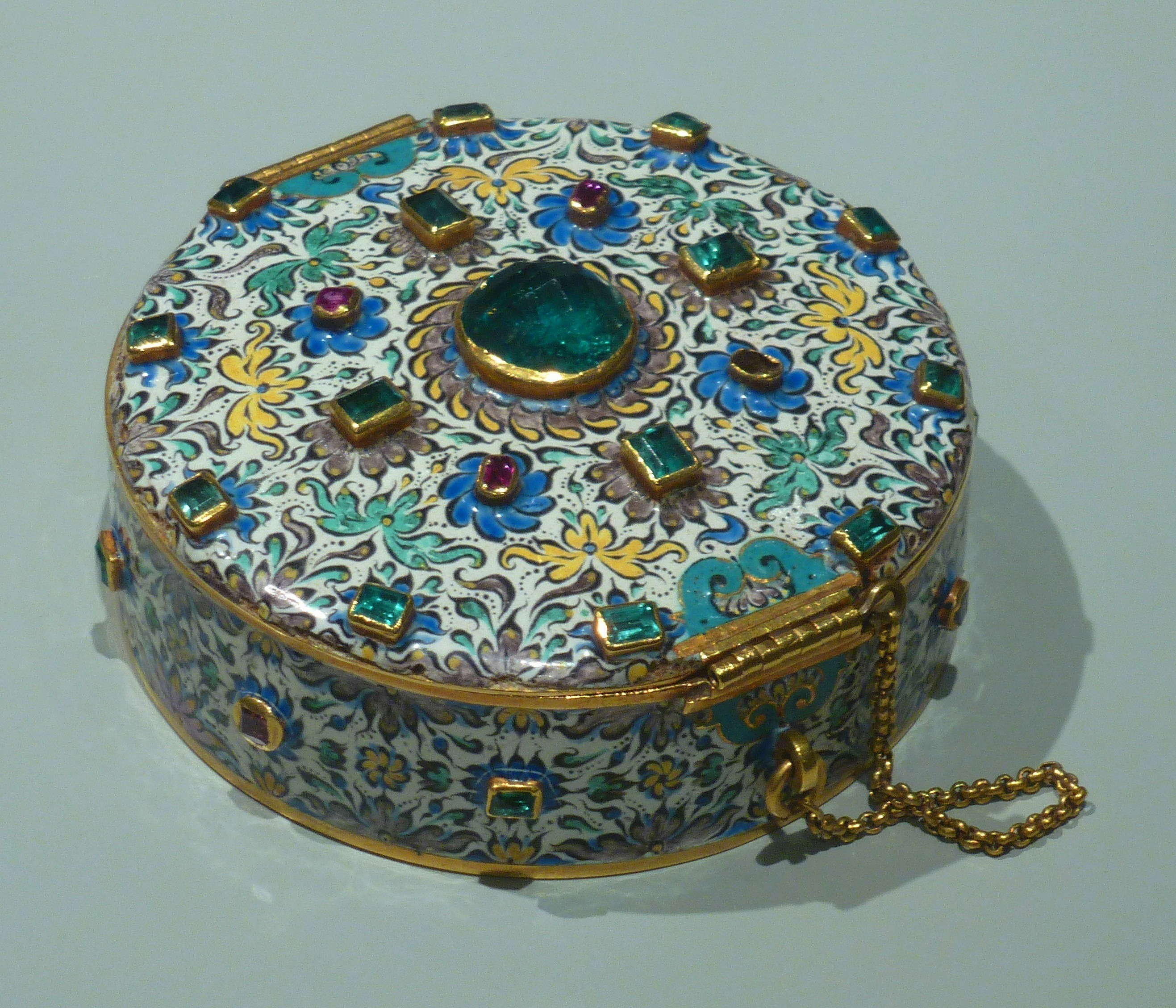
Portaviático. Oro, esmalte, esmeraldas y rubíes. Taller limeño de finales del (atribución). Museo de América, Madrid (España).

El Virreinato del Perú tuvo una extensión geográfica que superó los límites del Imperio inca, llegando a abarcar, en un momento dado de la presencia hispánica, desde el Istmo de Panamá hasta el extremo sur de Sudamérica, bordeando principalmente el Océano Pacífico pero también parte del Océano Atlántico. La potestad política se centralizaba en Lima y fue legendaria su riqueza en metales preciosos desarrollándose, en particular, la platería.

## Antecedentes
A la visualización de la riqueza de las ornamentas y joyas de metales preciosos de los habitantes de la civilización inca por parte de los conquistadores españoles sucede, producto de su codicia, el hallazgo de la riqueza mineral. 
La cantidad de oro, metal que simbolizaba al dios Sol, y de plata, metal que representaba a la diosa Luna en la mitología inca, deslumbró a estos conquistadores.

## Llegada de buscadores de oro y plata

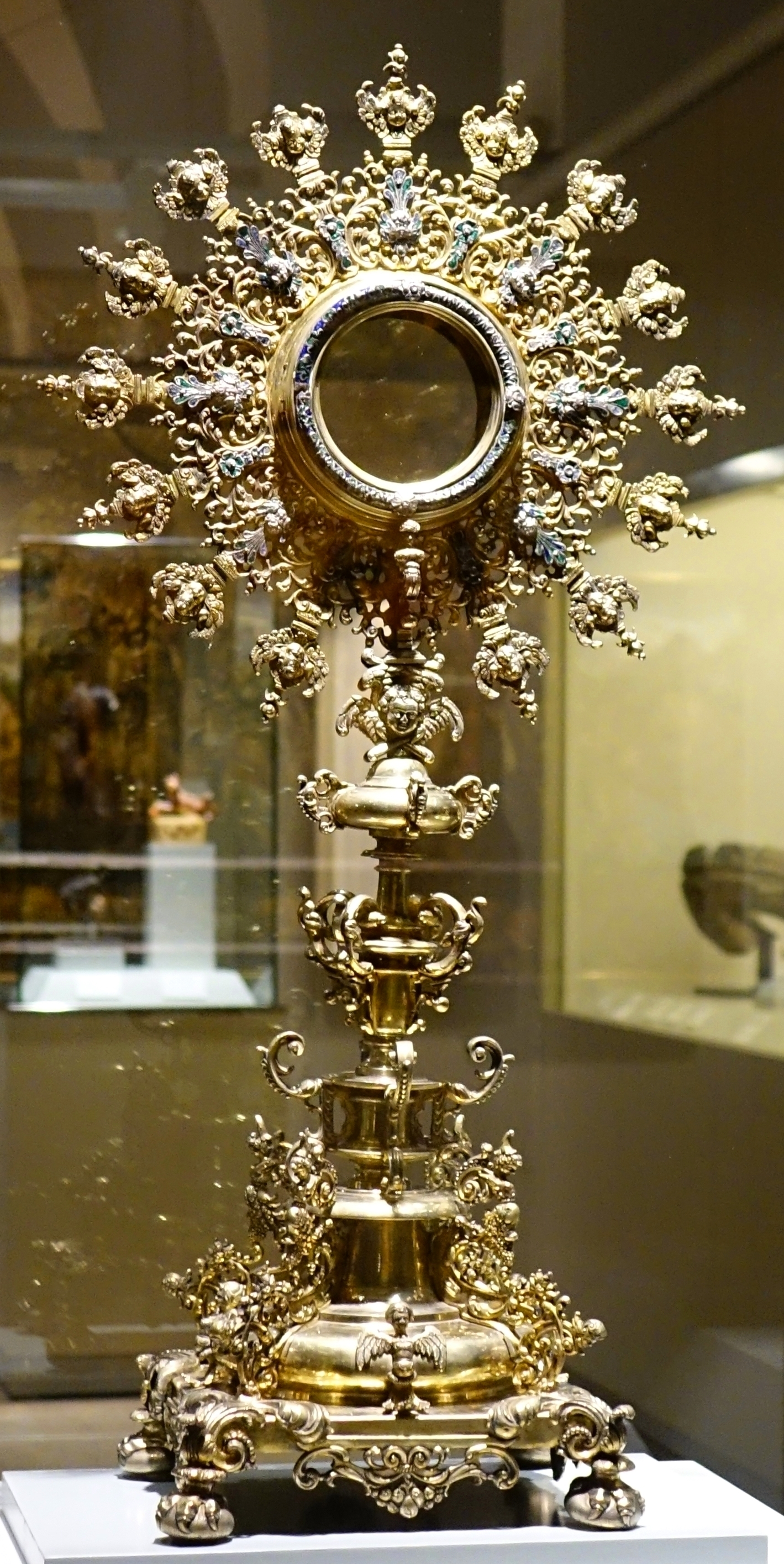
Custodia de sol de plata sobredorada y esmalte. Escuela cusqueña, último tercio del. Museo de América.

Llegadas a Europa las primeras noticias de las riquezas encontradas en el Imperio inca, comenzaron a arribar conquistadores con el afán de buscar metales preciosos, encontrando algunas veces, dada la abundancia, filones por pura casualidad.
Los ricos yacimientos andinos fueron así descubiertos en la época de la conquista. Basta mencionar, como uno de los tantos, el célebre yacimiento de Potosí, con seis mil hornos de fundición, situado en el altiplano del Alto Perú, hoy parte de Bolivia, ubicado a 4.000 metros de altura.
En el año 1545 Potosí llegó a albergar a 14,000 personas. En 1610 ya eran 160,000 los pobladores que vivían de los metales preciosos. En Europa, mientras tanto, apenas las grandes ciudades sobrepasaban esta cantidad de habitantes.

## Poder Central
Toda la riqueza encontrada y extraída del territorio del Imperio inca, que iba en declive, y del Virreinato del Perú, dio espacio para una vida social intensa aunque a veces sublevante, razón por la cual desde Lima, donde estaba centralizado el poder, se daban órdenes para intervenir fuertemente para aquietar la metálica sed, reducir los deslumbrados ojos y disminuir el pomposo derroche de los extranjeros peninsulares.

## Quinto del Rey
Por ordenanza real procedente de España, el Virrey del Perú aplicó un impuesto a la extracción de metales, principalmente el oro y la plata, llamado "Quinto del Rey", el cual llegaba a manos de la monarquía española en barras de metal precioso.

## Yacimientos argentíferos
Se calcula en doscientos los yacimientos de plata ubicados en el territorio del Perú actual que eran explotados en la época virreinal. Sólo en uno de los yacimientos, situado en Pasco, fueron hallados dos trozos de plata maciza, uno de ellos de 368 kilos y el otro de un poco más de 150 kilos, en 1703.

## Lima la opulenta
Siendo Lima, la tres veces coronada ciudad, el centro del poder político y económico, se fue creando un boato, una magnificencia y una legendaria vida cortesana al mismo nivel que lo que sucedía en las opulentas monarquías europeas.

## Arribo de cada nuevo virrey
Las entradas a Lima de los nuevos virreyes eran especialmente fastuosas.
Para la ocasión, se adoquinaban las calles con barras de plata desde las puertas de la ciudad hasta el Palacio del Virrey. A todo lo largo de esta misma vía se levantaban arcos al estilo del Imperio romano, adornados con pinturas y esculturas.

## Técnicas de labrado de la plata
Las siguientes eran las técnicas del trabajo de la plata en el Perú de la época virreinal y que subsisten hasta la fecha, siendo de especial atracción para quienes realizan turismo en el Perú:
- Alambrado
- Burilado
- Bruñido
- Calado
- Cincelado
- Esmaltado
- Filigrana
- Grabado
- Incrustado
- Peinado
- Rechazado
- Rehundido
- Repujado
- Trenzado
- Unido